# Ro-Holland
Ro-Holland este o companie de transport din Mediaș, înființată în 1991 ca filială locală a grupului olandez De Greef, care activează pe piața transporturilor internaționale din 1974.
Compania operează o flotă de 40 de autocamioane frigorifice și are în special clienți din sectorul alimentar, hi-tech, farmaceutic sau de mobilă.
Număr de angajați în 2008: 100
Cifra de afaceri:
- 2009: 7 milioane euro[1]
- 2008: 8,2 milioane euro[1]